# Сивеж (приток Стрельны)

Сивеж — река в России, протекает в Вологодской области, в Великоустюгском районе. Устье реки находится в 5 км по левому берегу реки Стрельна. Длина реки составляет 31 км. В 14 км от устья по правому берегу впадает река Авдовеж.
Исток реки в заболоченном лесу в 15 км к югу от посёлка Полдарса (центра Опокского сельского поселения). Течёт по ненаселённому лесу на северо-восток, затем на север. Притоки — ручьи Копейкин Лог и Роговой (правые), реки Авдовеж и Чёрная (правые). Впадает в Стрельну у деревни Студёное (Стреленское сельское поселение).

## Данные водного реестра
По данным государственного водного реестра России относится к Двинско-Печорскому бассейновому округу, водохозяйственный участок реки — Северная Двина от начала реки до впадения реки Вычегда, без рек Юг и Сухона (от истока до Кубенского гидроузла), речной подбассейн реки — Сухона. Речной бассейн реки — Северная Двина.
По данным геоинформационной системы водохозяйственного районирования территории РФ, подготовленной Федеральным агентством водных ресурсов:
- Код водного объекта в государственном водном реестре — 03020100312103000009616
- Код по гидрологической изученности (ГИ) — 103000961
- Код бассейна — 03.02.01.003
- Номер тома по ГИ — 03
- Выпуск по ГИ — 0